# Station Herzberg Schloß
Station Herzberg Schloß (Haltepunkt Herzberg Schloß, ook wel Herzberg am Harz Schloß of Schlossbahnhof) is een spoorwegstation in de Duitse plaats Herzberg am Harz, in de deelstaat Nedersaksen. Het station ligt aan de spoorlijn Seesen - Herzberg.

## Indeling
Het station beschikt over één zijperron, die niet is overkapt maar voorzien van abri's. Het perron is te bereiken vanaf de straat Von-Einem-Straße, hier bevinden zich ook een parkeerterrein en een fietsenstalling. Het station ligt tussen het centrum van Herzberg en het Kasteel Herzberg.

## Verbindingen
De volgende treinserie doet het station Herzberg Schloß aan:
| Serie | Treinsoort                   | Route                                                                                 | Bijzonderheden                  |
| ----- | ---------------------------- | ------------------------------------------------------------------------------------- | ------------------------------- |
| RB 46 | Regionalbahn (DB Regio Nord) | Braunschweig Hbf – Salzgitter-Ringelheim – Seesen – Herzberg Schloß – Herzberg (Harz) | 1x per twee uur in het weekend. |